# Franco Vezzoni
Franco Orlando Vezzoni (Cosquín, Córdoba, Argentina; 12 de noviembre de 2001) es un futbolista ítalo-argentino. Juega como mediocampista y su actual equipo es el Foggia de la Serie C de Italia.

## Trayectoria
Franco Vezzoni se inició en el Inter de Milán a los 16 años. En 2020, fue ascendido al primer equipo.
El 24 de julio de 2021 se incorporó cedido al club Pro Patria de la Serie C de Italia. Hizo su debut profesional el 29 de septiembre de 2021 contra Lecco. El 20 de julio de 2022, Vezzoni se reincorporó al Pro Patria para otro préstamo de una temporada.
El 31 de agosto de 2023, Vezzoni firmó un contrato de dos años con el Foggia.